# Lynn Kanuka-Williams
Lynn Kanuka-Williams (geborene Kanuka; * 11. Juli 1960 in Regina) ist eine ehemalige kanadische Mittel- und Langstreckenläuferin.

## Karriere
Ihren größten sportlichen Erfolg feierte sie mit dem Gewinn der Bronzemedaille im 3000-Meter-Lauf bei den Olympischen Spielen 1984 in Los Angeles. Sie erreichte das Ziel in 8:42,14 min hinter Maricica Puică (8:35,96 min) und Wendy Sly (8:39,47 min). Dieses Rennen blieb dem Publikum vor allem in Erinnerung wegen des Sturzes der favorisierten US-Amerikanerin Mary Decker nach einer Kollision mit Zola Budd.
1986 siegte Williams bei den Commonwealth Games in Edinburgh im 3000-Meter-Lauf. Bei den Olympischen Spielen 1988 in Seoul erreichte sie über 3000 m den achten Platz und im 1500-Meter-Lauf den fünften Platz. Darüber hinaus wurde sie fünfmal kanadische Meisterin, viermal im 3000-Meter-Lauf (1983, 1984, 1986, 1987) und einmal im 1500-Meter-Lauf (1988). Im Straßenlauf war sie als dreimalige Siegerin des Vancouver Sun Run erfolgreich (1987–1989).
Lynn Williams ist 1,53 m groß und wog zu Wettkampfzeiten 48 kg. Sie war mit dem ehemaligen Langstreckenläufer und Olympiateilnehmer Paul Williams verheiratet.

## Bestleistungen
- 1500 m: 4:00,27 min, 30. August 1985, Brüssel
- 3000 m: 8:37,30 min, 17. August 1988, Zürich
- 5000 m: 15:01,30 min, 3. Juli 1989 Stockholm